# 曼努埃爾·弗里德里希
曼努埃爾·弗里德里希（德語：Manuel Friedrich，1979年9月13日—），是一位德國足球運動員，在場上司職後衛。弗里德里希在巴特克羅伊茨納赫出生，於2013年11月自由轉會至德甲班霸多特蒙德。

## 生平

### 球會
這名球員出身於於SG Guldental 07俱樂部。1995年他轉會到美因茨。其一直都不是一線球員，大部份時間都是在德乙裡度過。
2002年夏季轉會往德甲的雲達不萊梅，惟大部分時間都被投置閒散，甚至只能打二隊。2004年他再重返緬恩斯05時。緬恩斯05終於升上德甲，他效力了三季上陣逾百場聯賽。不過緬恩斯05始終實力不足，2007年只能獲德甲第16名要降級至德乙。
於是在2007年7月，弗里德里希轉會到德甲的勒沃庫森。

### 國家隊
他於2006年3月首次入選德國國家隊，是有史以來首位緬恩斯05球員入選正式國家隊。不過在正式比賽中他甚少出場，沒有入選2006年世界盃以至2008年歐洲國家盃陣容。